# Averești (okręg Neamț)
Averești – wieś w Rumunii, w okręgu Neamț, w gminie Ion Creangă. W 2011 roku liczyła 875 mieszkańców.